# Carex laevivaginata
Carex laevivaginata là một loài thực vật có hoa trong họ Cói. Loài này được (Kük.) Mack. mô tả khoa học đầu tiên năm 1913.